# أرباز خان
أرباز خان (بالإنجليزية: Arbaaz Khan)‏ (ولد في 4 أغسطس 1967) هو ممثل هندي ومنتج ومخرج أفلام، كان أول ظهور له في عام 1996. هو شقيق سلمان خان، وقد نال جائزة فليم فير لأفضل فليم، بالإضافة إلى إنتاجه فيلم دوللي كي دولي عام 2015.

## وصلات خارجية
- أرباز خان على موقع IMDb (الإنجليزية)
- أرباز خان على موقع ألو سيني (الفرنسية)
- أرباز خان على موقع أول موفي (الإنجليزية)
- أرباز خان على موقع قاعدة بيانات الفيلم (الإنجليزية)
- أرباز خان على موقع كينوبويسك (الروسية)